# Marianistes polonais
Ne doit pas être confondu avec Société de Marie (Marianistes), Pères maristes ou Frères maristes.

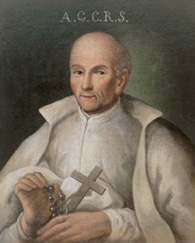
Le bienheureux Stanislas de Jésus-et-Marie (Papczyński), fondateur de la congrégation; portait de la fin du XVIIe siècle, au monastère de Skórzec (Pologne).

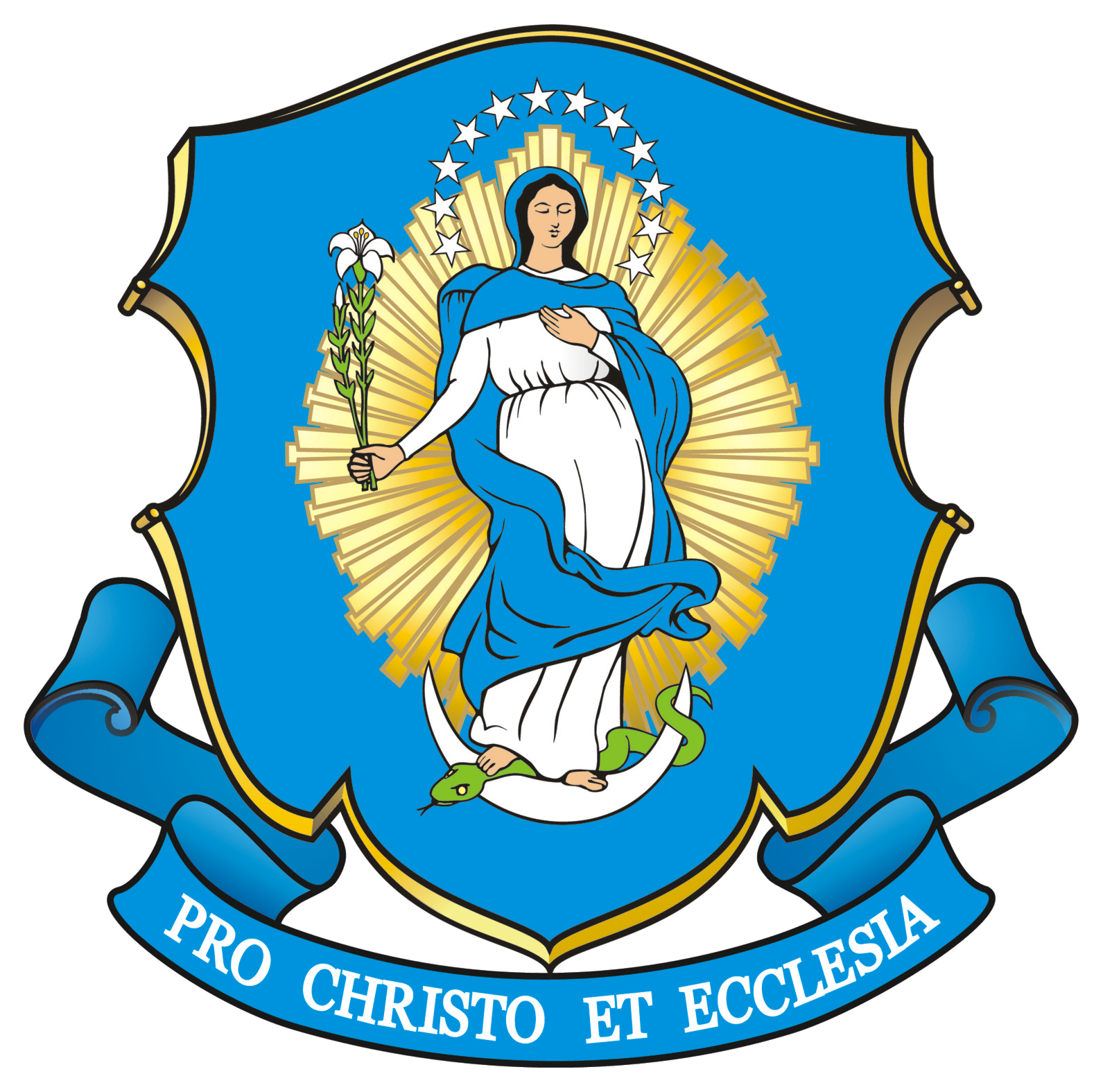
Blason de la congrégation.

La congrégation des Pères marianistes de l'Immaculée Conception de la Très Sainte Vierge Marie (lat., Congregatio clericorum Marianorum ab Immaculata Conceptionis Beatissimae Virginis Mariae, M.I.C.) est une congrégation religieuse masculine catholique fondée en 1673 en Pologne (alors république des Deux Nations) par saint Stanisław Papczyński, rénovée en 1909 par le bienheureux Georges Matulewicz.
Ses membres sont également connus sous le nom de Marianistes de l'Immaculée Conception.

## Organisation
Selon l'annuaire pontifical de 2009, la congrégation compte alors 492 membres (510 en 2004) membres dont 348 prêtres (353 en 2004) répartis en cinq provinces (17 pays) et 60 maisons. Elle est présente en Pologne, en Lituanie, en Lettonie, en Biélorussie, au Kazakhstan, en Ukraine, en Slovaquie, en république tchèque, en Allemagne, en Argentine, aux Philippines, au Cameroun. Son supérieur général depuis 2011 est Andrzej Pakuła (né en 1964).
Sa devise est Pro Christo et Ecclesia.

## Historique
Les Marianistes de l'Immaculée-Conception ont été fondés en 1673 en Pologne par le bienheureux Stanislas Papczynski à partir d'un noyau de prêtres piaristes. La congrégation religieuse est reconnue par Innocent XII en 1699. Sa vocation est de répandre le culte de l'Immaculée Conception, d'aider les évêques dans la fondation de séminaires solides et les curés dans leurs œuvres pastorales. Elle se donne pour but également d'éduquer la jeunesse masculine et de lutter contre l'alcoolisme. Les pratiques ascétiques des Marianistes sont rigoureuses et leur formation intellectuelle et spirituelle plus approfondie que dans d'autres congrégations tombées en décadence.
Cependant les Marianistes connaissent un rapide déclin à la fin du XVIIIe siècle dû aux conditions politiques (partages de la Pologne, entrée de Bonaparte à Rome qui les chasse de la ville éternelle en 1798, guerres napoléoniennes ensuite) et sociales (déclin des ordres monastiques et des congrégations enseignantes), ainsi qu'à des dissensions internes tenant d'une part à ceux qui favorisent une vie contemplative et d'autre part à ceux qui optent pour une voie missionnaire. Elle est presque anéantie au XIXe siècle. 
Les mouvements insurrectionnels de 1830-1831 en Pologne du côté russe ont pour résultat la fermeture de nombreuses congrégations de la part des autorités impériales et l'exil en Sibérie de plusieurs marianistes. D'autres pays les chassent, comme au Portugal en 1834. La dernière maison de la congrégation située à Mariampol est la seule à avoir le droit de subsister en 1865 après l'insurrection de 1863. Quelques-uns continuent à œuvrer de manière souterraine. La maison de Mariampol qui n'abrite plus qu'une poignée de religieux ferme en 1904. Son dernier supérieur, le P. Vincent Sekowski, s'apprête à terminer ses jours en simple prêtre diocésain, lorsque tout change en 1908.
C'est en effet le bienheureux Georges Matulewicz (futur évêque de Wilno et à l'époque jeune prêtre) qui lui rend visite et fait renaître la congrégation en adaptant ses constitutions et en transformant cette congrégation religieuse en congrégation cléricale, mieux adaptée aux conditions modernes. Il avait gardé le souvenir des marianistes qui tenaient l'école de son village natal. Il prononce ses vœux en 1909 auprès du P. Sekowski. Le pape saint Pie X confirme les constitutions en 1910. Les premiers novices arrivent dans la discrétion et sont envoyés étudier à Fribourg.
Lorsque la Pologne et la Lituanie accèdent à l'indépendance après la Première Guerre mondiale et la fin des guerres mutuelles entre la Pologne, la Lituanie d'une part et celles-ci contre la Russie bolchévique, la congrégation entame une période (plus de vingt ans) de croissance extrêmement rapide et ouvre des maisons dans tout l'espace polono-lituanien et au-delà. Il y a ainsi à la mort de Mgr Matulewicz en 1927 trois cents membres, jusqu'à Kharbin en Chine...
L'année 1939 marque un coup d'arrêt à son expansion à cause de l'invasion de la Pologne par la Wehrmacht d'une part et l'Armée rouge d'autre part, inaugurant une période de répression violente qui ne cesse pas du côté soviétique après 1944.
Aujourd'hui les Marianistes sont présents dans dix-sept pays. Ils ont été chargés par Jean-Paul II de répandre le message de la Miséricorde divine. Ils dirigent également le sanctuaire de Notre-Dame de Lichen en Pologne. Ils étaient 467 en 2014.

## Quelques marianistes
- Fabian Abrantovitch (1884-1946)
- Adam Boniecki (1934-)
- André Cikoto (1891-1952)
- Bienheureux Georges Kaszyra (1904-1943)
- Eugène Kulesza (1891-1941)
- Jan Paweł Lenga (1950-)
- Bienheureux Antoine Leszczewicz (1890-1943)
- Jean Mendriks (1907-1953)